# 浜田久美子
浜田 久美子（はまだ くみこ、1972年 - ）は、日本の歴史学者、国立国会図書館司書を経て、2019年4月より大東文化大学文学部教育学科教授。専門は日本古代史、図書館情報学。

## 経歴
奈良県出身。1995年早稲田大学第一文学部日本史学専修卒業、国立国会図書館入館。2009年法政大学大学院人文科学研究科博士後期課程修了、博士（文学）。

## 著書

### 単著
- 『日本古代の外交儀礼と渤海』同成社、2011年ISBN　9784886215512
- 『日本史を学ぶための図書館活用術 辞典・史料・データベース』吉川弘文館、2020年、ISBN　9784642083706
- 『日本古代の外交と礼制』吉川弘文館、ISBN　9784642046664

### 編著
- 『訳註 日本古代の外交文書 』鈴木靖民、金子修一、石見清裕、浜田久美子（八木書店、2014年）
- 『石井正敏著作集1 古代の日本列島と東アジア』鈴木靖民、赤羽目匡由、浜田久美子（勉誠出版、2017年）